# كارلتون دبليو. باريت
كارلتون دبليو. باريت (بالإنجليزية: Carlton W. Barrett)‏ هو عسكري أمريكي، ولد في 24 نوفمبر 1919 في فولتون في الولايات المتحدة، وتوفي في 3 مايو 1986.